# فريدريك ر. ماكمانوس
فريدريك ر. ماكمانوس (بالإنجليزية: Frederick R. McManus)‏ هو عالم عقيدة أمريكي، ولد في 8 فبراير 1923 في لين في الولايات المتحدة، وتوفي بنفس المكان في 27 نوفمبر 2005 بسبب مرض.